# Yuri Myshkovets
Yuri Mijáilovich Myshkovets –en ruso, Юрий Михайлович Мышковец– (Znamenskoye, URSS, 1 de junio de 1971) es un deportista ruso que compitió en halterofilia.
Ganó una medalla de bronce en el Campeonato Mundial de Halterofilia de 1998 y cinco medallas en el Campeonato Europeo de Halterofilia entre los años 1996 y 2006.

## Palmarés internacional
| Campeonato Mundial | Campeonato Mundial     | Campeonato Mundial | Campeonato Mundial |
| Año                | Lugar                  | Medalla            | Categoría          |
| ------------------ | ---------------------- | ------------------ | ------------------ |
| 1998               | Lahti (Finlandia)      | Medalla de bronce  | 85 kg              |
| Campeonato Europeo |                        |                    |                    |
| Año                | Lugar                  | Medalla            | Categoría          |
| 1996               | Stavanger (Polonia)    | Medalla de oro     | 83 kg              |
| 1997               | Rijeka (Croacia)       | Medalla de bronce  | 83 kg              |
| 2000               | Sofía (Bulgaria)       | Medalla de bronce  | 85 kg              |
| 2003               | Lutraki (Grecia)       | Medalla de plata   | 85 kg              |
| 2006               | Władysławowo (Polonia) | Medalla de plata   | 85 kg              |